# Бабушкінський цвинтар
Бабушкінський цвинтар (рос. Бабушкинское кладбище) — некрополь на північному сході Москви в Ярославському районі Північно-східного адміністративного округу.

## Історія цвинтаря
Бабушкінський цвинтар засновано у 1913 році поблизу села Бородіно (поблизу міста Лосіноостровськ і села Медведково). У 1939 році Лосіноостровськ був перейменований у місто Бабушкін — на честь полярного льотчика, Героя Радянського Союзу Михайла Сергійовича Бабушкіна. З 1960 року цвинтар у межах Москви. Бабушкінський цвинтар входить до складу МУП «Ритуал».
Недалеко від цвинтаря стоїть храм мучеників Адріана і Наталії, побудований у 1914—1916 роках за проектом архітектора С. М. Ільїнського. Частину грошей на будівництво внесли майбутні парафіяни. Будівлю витримано в неоросійському стилі з використанням елементів псковського зодчества. Іконостас, кіоти та розписи в інтер'єрі робилися одночасно з будівництвом храму. У 1990-х роках на заході від храму побудована дзвіниця. Церкву добре видно з Ярославського шосе, до якого вона звернена східним фасадом.
Бабушкінський цвинтар відкрито для відвідувань щодня з травня по вересень від 9:00 до 19:00 і з жовтня по квітень від 9:00 до 17:00. Поховання здійснюються щодня від 9:00 до 17:00. На Бабушкінському цвинтарі ховають тільки урни із прахом (у родинні могили).
На 10 ділянці цвинтаря, ліворуч від центральної алеї, є братська могила солдатів, полеглих під час німецько-радянської війни.

## Як дістатися
До Бабушкінського цвинтаря йдуть автобуси № 136, 172, 244, 789, маршрутки № 76 м, 144 м, 366 м, а також тролейбус № 76. Найближча зупинка — «Школа № 750».

## Поховання
- Березовський Юхим Матвійович — радянський військовик, учасник Другої світової війни. Герой Радянського Союзу (1944).
- Ємельянов Володимир Миколайович — російський актор. Народний артист Росії (1972).
- Захарченко Вадим Вікторович — радянський і російський кіноактор.
- Роу Олександр Артурович — радянський російський кінорежисер. Народний артист РРФСР (1968).
- Козленко Петро Олексійович — радянський військовий льотчик, учасник Другої світової війни. Герой Радянського Союзу (1946).